# Cantó de Montceau-les-Mines-Sud
El cantó de Montceau-les-Mines-Sud és un cantó francès del departament de Saona i Loira, situat al districte de Chalon-sur-Saône. Té 1 municipis i part del de Montceau-les-Mines.

## Municipis
- Montceau-les-Mines
- Saint-Vallier

## Història
| Data d'elecció                           | Identitat       | Partit | Qualitat |
| ---------------------------------------- | --------------- | ------ | -------- |
| 1973-2001                                | André Faivre    | PCF    |          |
| 2001-                                    | Alain Philibert | PCF    |          |
| les dades anteriors no són pas conegudes |                 |        |          |
|                                          |                 |        |          |